# Oftalmopatia di Graves
L'oftalmopatia di Graves, o esoftalmo basedowiano, è una forma di esoftalmo, manifestazione clinica della malattia di Basedow-Graves.

## Epidemiologia
L'incidenza della malattia è 16 su 100 000 donne e 3 su Template:100000 uomini, ma solo il 3-5% è coinvolto dalla forma severa, caratterizzata da dolore intenso, ulcerazioni corneali e compressione del nervo ottico.
Vi sono stati registrati diversi casi di persone affette da tale patologia dopo una cura per l'ipertiroidismo.
La patologia colpisce principalmente persone di età compresa tra 30 e 50 anni. Le femmine hanno quattro volte più probabilità di sviluppare oftalmopatia rispetto ai maschi. Quando i maschi sono colpiti, tendono ad avere una insorgenza successiva e una prognosi sfavorevole. Uno studio ha dimostrato che al momento della diagnosi, il 90% dei pazienti con orbitopatia clinica era ipertiroideo secondo i test di funzionalità tiroidea, mentre il 3% presentava tiroidite di Hashimoto, l'1% era ipotiroideo e il 6% non presentava anomalie nei test di funzionalità tiroidea. Tra i pazienti con ipertiroidismo di Graves, il 20-25% presenta un'oftalmopatia clinicamente evidente di Graves, mentre solo il 3-5% svilupperà un'oftalmopatia grave.

## Storia
Nella letteratura medica, Robert James Graves, nel 1835, fu il primo a descrivere l'associazione di un gozzo tiroideo con esoftalmo dell'occhio. L'oftalmopatia di Graves può verificarsi prima, con o dopo l'insorgenza della patologia tiroidea e di solito ha un esordio lento nel corso di molti mesi.

## Patogenesi
L'esoftalmo basedowiano è una malattia autoimmune orbitale. Il recettore ormonale stimolante la tiroide (TSH-R) è un antigene presente nel grasso orbitale e nel tessuto connettivo ed è un bersaglio dell'attacco autoimmune. Tuttavia, alcuni pazienti con orbitopatia di Graves non presentano anticorpi anti-microsomiali, anti-tireoglobuline o anti-TSH,ossia gli anticorpi identificati nella malattia di Graves.
All'esame istologico, c'è un'infiltrazione del tessuto connettivo orbitale da parte di linfociti, plasmociti e mastociti. L'infiammazione provoca una deposizione di collagene e glicosamminoglicani nei muscoli, che porta al successivo allargamento e fibrosi. C'è anche un'induzione della lipogenesi da parte dei fibroblasti e dei preadipociti, che provoca l'aumento del grasso orbitale e dei compartimenti muscolari extraoculari. Questo aumento del volume del contenuto intraorbitale all'interno dei confini dell'orbita ossea può portare a neuropatia ottica da distiroidismo, aumento della pressione intraoculare, esoftalmo e congestione venosa con conseguente chemosi ed edema periorbitale. Inoltre, l'espansione del volume del tessuto molle intraorbitale può anche rimodellare l'orbita ossea e allargarla, che può dare un quadro di auto-decompressione.

## Segni e Sintomi
Nella malattia lieve, i pazienti presentano retrazione delle palpebre. Infatti la retrazione della palpebra superiore è il segno oculare più comune dell'orbitopatia di Graves. Questa scoperta è associata a ritardo dell'abbassamento della palpebra superiore durante la visione in basso (segno di Von Graefe), retrazione spasmatica della palpebra superiore durante la fissazione (segno di Kocher), retrazione della palpebra superiore (segno di Dalrymple) e incapacità nel chiudere completamente le palpebre e bassa frequenza di ammiccamento con conseguente lagoftalmo (segno di Stellwag). A causa dell'esoftalmo, della retrazione delle palpebre (lagoftalmo), la cornea è più incline alla secchezza e può presentare erosioni epiteliali punteggiate e cheratocongiuntivite limbica superiore. I pazienti hanno anche una disfunzione della ghiandola lacrimale con una diminuzione della quantità e della composizione delle lacrime prodotte.
I sintomi non specifici comprendono irritazione, fotofobia, lacrimazione e visione offuscata. Il dolore non è tipico, ma i pazienti spesso si lamentano della pressione nell'orbita.Il gonfiore periorbitale dovuto a infiammazione è un reperto frequente.
Nella forma moderata della malattia, ai segni e i sintomi già citati si aggiunge la miopatia. L'infiammazione e l'edema dei muscoli extraoculari portano a anomalie dello sguardo. Il muscolo retto inferiore è il muscolo più comunemente colpito e il paziente può sperimentare diplopia verticale nello sguardo in alto e limitazione dell'elevazione degli occhi a causa della fibrosi del muscolo. Ciò può anche aumentare la pressione intraoculare degli occhi. La diplopia è inizialmente intermittente ma può gradualmente diventare cronica. Il retto mediale è il secondo muscolo più comunemente colpito, ma più muscoli possono essere interessati, in modo asimmetrico.
Nella forma più grave della malattia, all'interno dell'orbita si verifica compressione e formazioni cicatriziali. Ciò si manifesta con un esoftalmo progressivo, una miopatia restrittiva che limita i movimenti oculari e una neuropatia ottica. Con l'ipertrofia dei muscoli extraoculari all'apice orbitale, il nervo ottico diventa a rischio di compressione. Il grasso orbitale o l'allungamento del nervo dovuto all'aumento del volume orbitale possono anche causare danni al nervo ottico. Il paziente avverte una perdita di acuità visiva, difetto del campo visivo, difetto della via pupillare afferente (pupilla di Marcus Gunn) e perdita della visione dei colori. Questa è un'emergenza oftalmologica e richiede un intervento chirurgico immediato per evitare la cecità permanente.

### Segni
Ecco riassunti alcuni segni distintivi di tale patologia:
- segno di Dalrymple retrazione della palpebra, che si presenta rigonfia e ispessita, e protrusione dei bulbi oculari per contrazione del muscolo elevatore superiore delle palpebre
- segno di von Graefe l'abbassamento del bulbo oculare non è seguito da quello della palpebra superiore
- segno di Jeffroy mancato corrugamento della fronte nello sguardo verso l'alto
- segno di Moebius mancato accomodamento nella visione da vicino
- mancata chiusura delle palpebre durante il sonno
- segno di Rosenbach tremore delle palpebre quando sono chiuse.
- Segno di Hertoghe perdita del terzo laterale delle sopracciglia

La lista completa dei segni riscontrabili in Oftalmopatia di Graves:
| Segno                           | Descrizione | Scopritore del segno                                                    |
| ------------------------------- | --- | ----------------------------------------------------------------------- |
| Segno di Abadie                 | Il muscolo elevatore della palpebra superiore è spastico.                                                                                               | Jean Marie Charles Abadie (1842–1932)                                   |
| Segno di Ballet                 | Paralisi di una o più Muscolo Extra Oculare | Louis Gilbert Simeon Ballet (1853–1916)                                 |
| Segno di Becker                 | Pulsazione intensa anormale delle arterie della retina                                                                                                  | Otto Heinrich Enoch Becker (1828–1890)                                  |
| Segno di Boston                 | Movimenti a scatti della palpebra superiore guardando in basso                                                                                          | Leonard Napoleon Boston (1871–1931)                                     |
| Segno di Cowen                  | Contrazione spasmodica o ritmica della pupilla nel riflesso pupillare consensuale                                                                       | Jack Posner Cowen, oculista americano (1906–1989)                       |
| Segno di Dalrymple              | Retrazione della palpebra superiore | John Dalrymple (1803–1852)                                              |
| Segno di Enroth                 | Edema della palpebra superiore | Emil Emanuel Enroth, oculista finlandese (1879–1953)                    |
| Segno di Gifford                | Difficoltà nell'eversione della palpebra superiore. | Harold Gifford Sr. (1858–1929)                                          |
| Sesgno di Goldzieher            | Iniezione profonda della congiuntiva, in particolare temporale                                                                                          | Wilhelm Goldzieher, oculista ungherese (1849–1916)                      |
| Segno di Griffith               | ritardo nell'abbassare la palpebra superiore nello sguardo verso l'alto                                                                                 | Alexander James Hill Griffith, oculista inglese(1858–1937)              |
| Segno di Hertoghe               | Perdita del terzo laterale delle sopracciglia | Eugene Louis Chretien Hertoghe, patologo olandese(1860–1928)            |
| Segno di Jellinek               | Le pieghe delle palpebre superiori sono iperpigmentate                                                                                                  | Edward Jellinek, oculista inglese (1890–1963)                           |
| Segno di Joffroy                | Rughe assenti sulla fronte durante lo sguardo verso l'alto.                                                                                             | Alexis Joffroy (1844–1908)                                              |
| Segno di Jendrassik             | Abduzione e la rotazione del bulbo oculare sono limitati                                                                                                | Ernő Jendrassik (1858–1921)                                             |
| Segno di Knies                  | Dilatazione pupillare irregolare in penombra | Max Knies, oculista tedesco (1851–1917)                                 |
| Segno di Kocher                 | Retrazione spastica della palpebra superiore durante la fissazione                                                                                      | Emil Theodor Kocher (1841–1917)                                         |
| Segno di Loewi                  | Midriasi rapida dopo instillazione di adrenalina 1: 1000                                                                                                | Otto Loewi (1873–1961)                                                  |
| Segno di Mann                   | Gli occhi sembrano essere situati a livelli diversi | John Dixon Mann, patologo inglese (1840–1912)                           |
| Segno di Mean                   | Aumento della porzione sclerale visibile nello sguardo in alto                                                                                          |                                                                         |
| Segno di Möbius                 | Incapacità talvolta pronunciata di spostare simultaneamente entrambi gli occhi verso il naso (mancanza di convergenza).                                 | Paul Julius Möbius (1853–1907)                                          |
| Segno di Pochin                 | Ridotta ampiezza dell'ammiccamento | Sir Edward Eric Pochin (1909–1990)                                      |
| Segno di Riesman                | Murmure auscultabile diffuso ampiamente sopra la palpebra.                                                                                              | David Riesman, medico americano (1867–1940)                             |
| Fenomeno del tappo in movimento | I movimenti del bulbo oculare vengono eseguiti in modo difficile, brusco e incompleto                                                                   |                                                                         |
| Segno di Rosenbach              | Le palpebre presentano tremori sottili quando sono chiuse                                                                                               | Ottomar Ernst Felix Rosenbach (1851–1907)                               |
| Segno di Snellen–Riesman        | Quando si posiziona la campana dello stetoscopio sopra le palpebre chiuse, si potrebbe udire un soffio sistolico                                        | Herman Snellen (1834–1908), David Riesman, medico americano (1867–1940) |
| Segno di Stellwag               | Ammiccamento incompleto e poco frequente | Karl Stellwag (1823–1904)                                               |
| Segno di Suker                  | Incapacità di mantenere la fissazione su un soggetto posto all' estremo laterale del campo visivo                                                       | George Francis Suker,oculista americano (1869–1933)                     |
| Segno di Topolanski             | Intorno alle aree di inserzione dei quattro muscoli del retto del bulbo oculare si nota una banda vascolare che collega i quattro punti di inserimento. | Alfred Topolanski, oculista austriaco (1861–1960)                       |
| Segno di von Graefe             | Ritardo del movimento della palpebra superiore durante lo sguardo verso il basso                                                                        | Friedrich Wilhelm Ernst Albrecht von Gräfe (1828–1870)                  |
| Segno di Wilder                 | Dolore oculare durante un rapido movimento dell'occhio in adduzione                                                                                     | Helenor Campbell Wilder, oculista americana (1895–1998)                 |

## Diagnosi
La diagnosi viene fatta principalmente tramite l'esame obiettivo. Nel caso classico, l'esoftalmo si presenta come parte della cosiddetta Triade di Merseburger, insieme a ingrossamento della tiroide e battito cardiaco accelerato nel contesto del quadro clinico della malattia di Graves.
Altre misure diagnostiche servono principalmente per registrare la gravità e il livello di attività della malattia, nonché la probabilità di complicanze. In particolare per la valutazione dell'attività infiammatoria, il gold standard l'esame è la risonanza magnetica nucleare (RMN).
Nella diagnosi differenziale, l'uso di varie tecniche di imaging (tomografia computerizzata e/o RMN) permettono di escludere una formazione neoplastica come ad es. un linfoma situato dietro l'occhio oppure un quadro di miosite oculare. È difficile distinguere l'oftalmopatia di Graves da un'infiammazione orbitale idiopatica o da un quadro di orbitopatia immunogena isolata. Entrambe sono in definitiva diagnosi di esclusione in assenza di prove di coinvolgimento endocrino.

### Classificazioni
Esistono vari schemi per la classificazione della progressione e dello stadio della malattia, tuttavia nessuna classificazione è stata ancora universalmente accettata come standard. Dal 1969 si applica la cosiddetta classificazione NOSPECS, una classificazione dell'American Thyroid Association. La sequenza di lettere è un acronimo per i termini inglesi dei sintomi presi in considerazione dalla classificazione. È anche nota come classificazione di Werner per il nome del suo creatore, il medico americano Sidney C. Werner. All'interno di questa classificazione, esiste un'ulteriore sottoclassificazione in base ai vari gradi di gravità 0, A, B e C, con i quali è possibile determinare un determinato valore in punti. Insieme ad un altro parametro per l'attività della malattia, il cosiddetto punteggio CAS (o di Mourits), viene valutato l'intero decorso della malattia.
| Classificazione NOSPECS | Classificazione NOSPECS                                  | Classificazione NOSPECS        |
| Punteggio               | caratteristiche cliniche                                 | Corrispettivo in inglese       |
| ----------------------- | -------------------------------------------------------- | ------------------------------ |
| 0                       | nessun segno o sintomo                                   | No signs or symptoms           |
| 1                       | Segni (ad es. Retrazione delle palpebre), nessun sintomo | Only signs, no symptoms        |
| 2                       | Coinvolgimento dei tessuti molli                         | Soft tissue involvement        |
| 3                       | Esoftalmo                                                | Proptosis                      |
| 4                       | Coinvolgimento dei muscoli extraoculari                  | Extraocular muscle involvement |
| 5                       | Complicanze corneali                                     | Corneal involvement            |
| 6                       | Limitazioni del campo visivo e perdita della vista       | Sight loss                     |

Come estensione del sistema NOSPECS, è stata creata la cosiddetta classificazione LEMO. Tale classificazione,proposta per la prima volta nel 1991 da Boergen e Pickardt, dovrebbe essere più facile da applicare nella pratica clinica. La classificazione LEMO è una delle due classificazioni più usate per documentare la progressione della malattia e lo stadio dell'orbitopatia endocrina. La classificazione viene effettuata in ciascun caso con una lettera seguita da una cifra. Ad esempio, L1E2M0O2 sta per "solo edema palpebrale, irritazione congiuntivale al mattino, alterazioni muscolari mancanti e difetti del campo visivo periferico". La classificazione LEMO fornisce un aiuto importante nella valutazione della progressione o del miglioramento della patologia, prima e durante il trattamento.
| Classificazione LEMO        | Classificazione LEMO | Classificazione LEMO                                      |
| Sintomi                     | Classe               | Risultati                                                 |
| --------------------------- | -------------------- | --------------------------------------------------------- |
| Alterazioni palpebrali (L)  | 0                    | Assente                                                   |
| Alterazioni palpebrali (L)  | 1                    | solo edema palpebrale                                     |
| Alterazioni palpebrali (L)  | 2                    | Retrazione (chiusura della palpebra compromessa)          |
| Alterazioni palpebrali (L)  | 3                    | Retrazione più edema della palpebra superiore             |
| Alterazioni palpebrali (L)  | 4                    | Retrazione più edema della palpebra superiore e inferiore |
| Esopftalmo (E)              | 0                    | Assente                                                   |
| Esopftalmo (E)              | 1                    | Senza retrazione della palpebra                           |
| Esopftalmo (E)              | 2                    | Irritazione congiuntivite al mattino                      |
| Esopftalmo (E)              | 3                    | Irritazione congiuntivale costantemente                   |
| Esopftalmo (E)              | 4                    | Complicanze corneali                                      |
| Alterazione muscolare (M)   | 0                    | Assente                                                   |
| Alterazione muscolare (M)   | 1                    | Rilevabile solo con tecniche di imaging                   |
| Alterazione muscolare (M)   | 2                    | Pseudoparesi                                              |
| Alterazione muscolare (M)   | 3                    | Pseudoparalisi                                            |
| Alterazione Nervo ottico(O) | 0                    | Assente                                                   |
| Alterazione Nervo ottico(O) | 1                    | solo nella visione dei colori                             |
| Alterazione Nervo ottico(O) | 2                    | difetti del campo visivo periferico                       |
| Alterazione Nervo ottico(O) | 3                    | difetti del campo visivo centrale                         |

## Terapia
Sebbene alcuni pazienti subiscano una remissione spontanea dei sintomi entro un anno, molti hanno bisogno di cure. Il primo passo è il trattamento medico al fine di regolare i livelli dell'ormone tiroideo.
La lubrificazione topica della superficie oculare (colliri) viene utilizzata per evitare danni alla cornea. La tarsoraffia è un'alternativa esplorabile quando le complicazioni dell'esposizione oculare non possono essere evitate esclusivamente con i colliri.

### Terapia di prima linea
I corticosteroidi sono efficaci nel ridurre l'infiammazione orbitale, ma i benefici cessano dopo l'interruzione. Anche il trattamento con corticosteroidi è limitato a causa dei numerosi effetti collaterali. La radioterapia è un'alternativa per ridurre l'infiammazione orbitale acuta. Tuttavia, ci sono ancora controversie sulla sua efficacia. Un modo rapido per ridurre l'infiammazione è smettere di fumare, poiché nelle sigarette si trovano sostanze pro-infiammatorie.

### Terapie di seconda linea
Si raccomanda l'irradiazione dopo che l'utilizzo di cortisone non ha portato benefici. Tuttavia, allo stato attuale mancano raccomandazioni basate su prove scientifiche dell'efficacia della radioterapia. Viene eseguito sotto forma di irradiazione dell'orbita con una dose di 2-16 Gy. Ciò ha il vantaggio che, a differenza del trattamento con cortisone, si verificano significativamente meno effetti collaterali. Tuttavia, l'effetto è complessivamente più basso e il loro ingresso nei tessuti richiede più tempo. Studi recenti hanno dimostrato che dosi più basse (1 Gy / settimana) sfalsate in un intervallo di trattamento più lungo (10-20 settimane) possono essere efficaci quanto l'uso di dosi più elevate in periodi più brevi (4 volte / settimana 2 Gy fino a un massimo di 12 Gy dose totale).
Nei casi in cui la terapia con cortisone fallisce,nella letteratura scientifica appare promettente l'applicazione di un secondo trattamento con cortisone associato a radioterapia orbitaria o ciclosporina. Tuttavia, la selezione di procedure complementari dipende dall'esperienza dei medici curanti, in quanto non esistono raccomandazioni basate sull'evidenza in questo settore. Altri metodi sperimentali utilizzati comprendono farmaci prodotti biotecnologicamente, in particolare il principio attivo rituximab. Il radioiodio è una terapia efficace per l'ipertiroidismo di Graves, ma può causare la progressione dell'orbitopatia di Graves preesistente  o il verificarsi de novo della patologia orbitaria. Tale quadro è prevenibile con prednisolone orale. Proprio alla luce di queste ragioni che per precauzione, si raccomanda la somministrazione di prednisolone insieme all'assunzione di radioiodio. Tuttavia, è ancora dibattuto il dosaggio ottimale di questo regime terapeutico.
Come trattamento con una durata d'azione limitata, la tossina botulinica può essere iniettata nel muscolo oculare esterno interessato o nel muscolo tarsale (muscolo di Müller) per ridurre la diplopia o la retrazione della palpebra superiore, con conseguente rilassamento temporaneo di questi muscoli. Tuttavia, per poter essere utilizzata questa tossina non deve essersi ancora verificato alcun danno permanente alle strutture muscolari tramite processi fibrotici.
Una sintesi delle raccomandazioni terapeutiche è stata pubblicata nel 2015 da una task force italiana.
Un articolo del New England Journal of Medicine riporta che il trattamento con selenio è efficace nei casi lievi.Un ampio studio europeo condotto dal gruppo europeo sull'orbitopatia di Graves (EUGOGO) ha recentemente dimostrato che il selenio ha un effetto significativo nei pazienti con oftalmopatia di Graves lieve e attiva. Sei mesi di integratori di selenio hanno avuto un effetto benefico sulla malattia tiroidea e sono stati associati a un miglioramento della qualità della vita dei partecipanti. Questi effetti positivi persistono a 12 mesi. Non ci sono stati effetti collaterali.

### Chirurgia
Lo scopo della chirurgia del muscolo oculare nell'orbitopatia endocrina è quello di raggiungere la normalizzazione della mobilità degli occhi con il più ampio campo visivo possibile, senza l'uso di un vincolo compensativo sulla testa. Il tasso di successo è compreso tra circa il 60-80%. Poiché lo strabismo e la limitazione del movimento sono dovuti alla mancanza di distensibilità e ai cambiamenti strutturali dei muscoli. Quali muscoli vengono trattati chirurgicamente e con quale tecnica dipende dal quadro clinico individuale e dai risultati ottenibili dal chirurgo.
La tarsorrafia è una procedura chirurgica in cui le palpebre sono parzialmente cucite insieme per restringere l'apertura della palpebra. Viene fatta per proteggere la cornea da eventuali danni. Trova applicazione oltre che nell'oftalmopatia di Graves,anche nella sindrome di Möbius o dopo un intervento chirurgico di trapianto di cornea. La procedura viene eseguita nell'angolo di apertura della palpebra.
L'intervento chirurgico per decomprimere l'orbita migliora l'esoftalmo e riduce lo strabismo che causa la diplopia. La chirurgia viene eseguita quando la malattia del paziente è rimasta stabile per almeno sei mesi. Nei casi più gravi, tuttavia, l'intervento chirurgico diventa urgente per prevenire la cecità data dalla compressione del nervo ottico. Poiché l'orbita dell'occhio è ossea, non c'è spazio per il contenimento del gonfiore del muscolo oculare e, di conseguenza, l'occhio viene spinto in avanti in una posizione sporgente. In alcuni pazienti, questo è molto pronunciato. La decompressione orbitale comporta la rimozione di un po' 'di osso dall'orbita dell'occhio per aprire uno o più seni nasali e quindi fare spazio per il tessuto gonfio e permette all'occhio di tornare in posizione normale e alleviare la compressione del nervo ottico che può minacciare la vista.
La chirurgia delle palpebre è la chirurgia più comunemente eseguita su pazienti con oftalmopatia di Graves. È possibile eseguire interventi chirurgici di allungamento sulla palpebra superiore e inferiore per correggere l'aspetto del paziente e i sintomi di esposizione della superficie oculare. La miotomia marginale del muscolo palpebrale elevatore può ridurre l'altezza della fessura palpebrale di 2-3 mm. Quando vi è una più grave retrazione della palpebra superiore o cheratite da esposizione, si raccomanda la miotomia marginale del elevatore della palpebra associato alla cantoplastica tarsale laterale. Questa procedura può abbassare la palpebra superiore di ben 8 mm. Altri approcci includono la müllerectomia (resezione del muscolo di Müller), innesti di distanziatori palpebrali e recessione dei retrattori della palpebra inferiore. La blefaroplastica può anche essere eseguita per eliminare il grasso in eccesso nella parte inferiore dell'occhio.
In letteratura sembra provato che la tiroidectomia totale o sub-totale riduce i livelli di anticorpi del recettore del TSH (TRAbs) e di conseguenza aiuta a ridurre i sintomi oculari dopo 12 mesi. Tuttavia, una meta review del 2015 non ha riscontrato tali benefici, e ci sono alcune prove che suggeriscono che il trattamento chirurgico non è migliore dei farmaci; e che ci sono rischi associati sia alla tiroidectomia come per l'uso a lungo termine di farmaci antitiroidei di sintesi.

### Fattori di rischio di orbitopatia progressiva
L'orbitopatia progressiva è quel particolare quadro clinico dove l'orbitopatia diventa resistente al trattamento farmacologico.I fattori di rischio di orbitopatia progressiva associata a patologia della tiroide sono:
- Età superiore a 50 anni
- Insorgenza rapida dei sintomi sotto i 3 mesi
- Fumo
- Diabete
- Ipertiroidismo grave o incontrollato
- Presenza di mixedema pretibiale
- Livelli elevati di colesterolo (iperlipidemia)
- Malattia vascolare periferica